# Salamanca (traghetto)
Il Salamanca è un traghetto di proprietà della Stena Line ed in servizio per la Brittany Ferries.

## Servizio
Varato il 6 gennaio 2021 nel cantiere navale CMI Jinglin Weihai Shipyard di Weihai con il nome di Salamanca e consegnato il 29 novembre 2021 alla Stena Line, viene subito girato in noleggio alla Brittany Ferries.
Il 10 dicembre 2021 salpa da Weihai per l'Europa, giungendo per la prima volta a  Bilbao il 14 gennaio 2022.
Il 18 gennaio 2022 issa bandiera francese.
Dal 19 al 23 marzo esegue una serie di traversate di prova tra Cherbourg, Bilbao e Portsmouth, dove esegue le prove di ormeggio.
Il 27 marzo 2022 prende servizio nei collegamenti tra Portsmouth, Bilbao, Santander e Cherbourg.

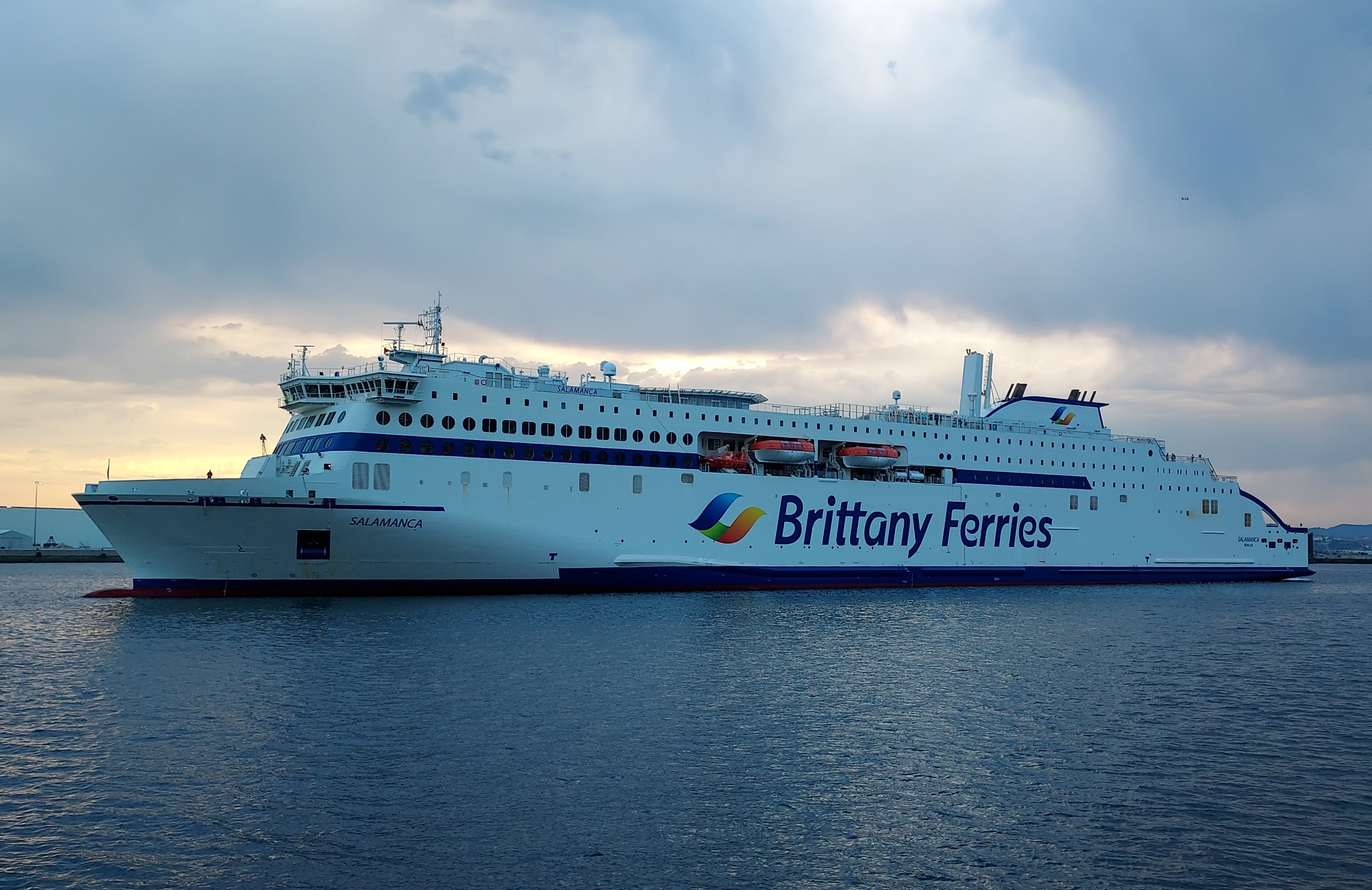
Il Salamanca in navigazione nel 2022.

## Navi gemelle
- Stena Estrid
- Stena Edda
- Guillaume de Normandie
- Stena Embla
- Côte d'Opale
- Galicia
- Stena Estelle
- Stena Ebba
- Santoña
- Ala'Suinu
- Saint-Malo
- Capu Rossu